# Salm-Neuweiler
El wild i ringraviat de Salm-Neuweiler fou un estat del Sacre Imperi Romanogermànic sorgit per divisió de Salm-Dhaun el 1561. El 1610 es va dividir en Salm-Salm i Salm-Neuweiler. El primer fou elevat a principat el 1623. El 1696 Salm-Neuweiler es va dividir en els wild i ringraviats de Salm-Hoogstraten i Salm-Leuze. 